# Film de mariage
Pour les articles homonymes, voir Mariage (homonymie).
 (juillet 2017).
- Si vous ne connaissez pas le sujet, laissez ce bandeau (vous pouvez alors contacter les auteurs).
- Si vous supprimez le contenu mis en cause (vous pouvez préalablement contacter les auteurs),

argumentez précisément cette suppression dans la page de discussion
(un manque de référence n'est pas un argument ; une recherche réelle de référence doit avoir été effectuée, être formellement documentée).
 (octobre 2015).
Si vous disposez d'ouvrages ou d'articles de référence ou si vous connaissez des sites web de qualité traitant du thème abordé ici, merci de compléter l'article en donnant les références utiles à sa vérifiabilité et en les liant à la section « Notes et références ».
Le film de mariage ou vidéo de mariage est une œuvre audiovisuelle réalisée par un ou plusieurs vidéastes professionnels, pour le compte de particuliers. Au cinéma, les films d'amour peuvent être des films de mariage.

## Genre
Le film de mariage est un sous-genre du film institutionnel[réf. nécessaire]. Toutefois, il y a des films d'amour qui sont leurs propres films de mariage.

## Objectif
Le film de mariage a pour objet de mettre en scène les mariés, leurs convives, l'animation et la décoration du mariage afin d'en conserver la mémoire. Il permet aux mariés et à leurs proches de revivre ces instants à travers une histoire visuelle et émotionnelle, mettant en valeur les traditions et les moments forts de la cérémonie et de la réception.
C'est une œuvre audiovisuelle pérenne au même titre que la photographie de mariage, les films produits témoignent d'une époque.

## Mise en œuvre
Issu d'une commande, le film de mariage fait l'objet d'un contrat commercial entre l'entreprise de réalisation et le commanditaire.

## Styles
Il existe différents genres de films de mariage, reflétant divers styles de narration et de tournage. Voici quelques-uns des genres les plus courants :

### Cinématographique
Ce genre utilise des techniques de tournage et de montage cinématographiques pour créer une histoire visuellement attrayante et émotionnelle, similaire à un film de fiction.

### Documentaire
Les films documentaires de mariage se concentrent sur le déroulement réel des événements et des moments authentiques. Ils capturent les émotions et les interactions naturelles entre les personnes présentes. Journalistique : Ce genre adopte une approche plus objective et informative, en racontant l'histoire de la journée telle qu'elle s'est déroulée, en mettant l'accent sur les faits et les détails.

### Rétrospective
Les films de mariage rétrospectifs compilent des images d'événements passés, des interviews et des souvenirs pour raconter l'histoire du couple avant leur mariage.

### Vidéo de mariage en direct
Ce genre consiste à diffuser en temps réel les événements du mariage pour permettre aux personnes qui ne peuvent pas assister à la cérémonie de vivre l'événement à distance.

### Vidéo de mariage animé
Ce genre utilise l'animation pour raconter l'histoire du mariage, en ajoutant une touche créative et originale.
Ces genres peuvent être combinés pour créer un film de mariage unique et personnalisé, en fonction des préférences et du style du couple.

## Technique
Il existe différents supports de films de mariage:
- Le film de mariage sur DVD
- Le film de mariage en pellicule Super 8
- Le film de mariage en HD
- Film de mariage en drone

## Diffusion
Diffusé traditionnellement dans le cadre privé de la famille, le film de mariage peut aujourd'hui se diffuser publiquement et se partager sur le web.